# Vzbuch
Vzbuch je označení používané pro proces samovolného explozivního exotermního rozkladu nestabilní látky (např. výbušiny), způsobeného pouhým zahříváním, bez jiné iniciace. Je tím především míněn nežádoucí a neúplný rozklad (deflagrace), zpravidla nepřecházející v detonaci.
Přesná hodnota teploty, při níž ke vzbuchu dojde, tedy tzv. teplota vzbuchu, závisí na vnějších podmínkách, zejména na rychlosti zahřívání. Při dosažení nejnižší možné teploty vzbuchu k samotnému explozivnímu rozkladu nedojde okamžitě, ale až po určité době, nazývané indukční perioda. Proto při kontinuálním rovnoměrném růstu teploty látky dojde ke vzbuchu obvykle při vyšší teplotě, než je minimální teplota vzbuchu.
Způsoby měření teploty vzbuchu stanovuje český obranný standard ČOS 137601 „Organizace a metody schvalování způsobilosti výbušin pro vojenské účely“.